# Emilio Danieli
Emilio Danieli (Rovigo, 1898 – Quote 800 e 811 di Sierra Grana, 14 aprile 1937) è stato un militare italiano, decorato con la medaglia d'oro al valor militare alla memoria nel corso della guerra di Spagna.

## Biografia
Nacque a Rovigo nel 1898. Arruolatosi nel Regio Esercito all'età di diciotto anni, durante la prima guerra mondiale, combatté con il 4º Reggimento fanteria della Brigata Piemonte  nella zona del Carso nel dicembre 1916. Dopo aver frequentato un corso reggimentale per la nomina ad ufficiale, fu promosso sottotenente di complemento nel gennaio 1918 e passò alla 572ª Compagnia mitraglieri in forza al 6º Reggimento fanteria "Aosta", con la quale combatté sul Piave. Ricevette la promozione a tenente nel gennaio 1919 e fu posto in congedo nel 1924. Richiamato in servizio attivo domanda nel dicembre del 1936, il 4 gennaio 1937 fu inviato a combattere nella guerra di Spagna e con il grado di capitano assunse il comando di una compagnia mitraglieri del 2º Reggimento fanteria "Frecce Azzurre". Cadde in combattimento a quote 800 e 811 di Sierra Grana il 14 aprile 1937, e fu insignito della medaglia d'oro al valor militare alla memoria. Una via di Rovigo porta il suo nome.

### Fonti
1. ↑  Gruppo Medaglie d'Oro al Valore Militare 1965, p. 230.
2. 1 2 3 4 5  Combattenti Liberazione.
3. ↑   Medaglia d'oro al valor militare Danieli Emilio, su quirinale.it, Quirinale. URL consultato l'11 febbraio 2023.
4. ↑  Registrato alla Corte dei conti lì 15 novembre 1937, registro n. 38 guerra, foglio 255.